# Ook!
Ook! ist eine Variante der esoterischen Programmiersprache Brainfuck für Orang-Utans, entwickelt von David Morgan-Mar.
Obwohl bei Ook! der humoristische Ansatz im Vordergrund steht, eignet es sich gut dazu, einige Grundlagen zum Design von Programmiersprachen zu verdeutlichen. Wie Brainfuck ist auch Ook! Turing-vollständig, obwohl es einen sehr kleinen Syntaxumfang hat.

## Sprachdesign
Die Designkriterien der Sprache sind:
1. Eine Programmiersprache sollte schreib- und lesbar für Orang-Utans sein.
2. Die Syntax sollte einfach sein, leicht zu merken und das Wort Monkey (engl. Affe) vermeiden.
3. Bananen sind gut.

Augenscheinlich ist diese Programmiersprache angelehnt an die Bibliothekarsfigur aus den Scheibenweltromanen von Terry Pratchett (Vergleiche hierzu dessen Eigenschaft, jedes Wort und jeden Satz mit „Ook“ („Ugh“ im Deutschen) ausdrücken zu können und seine Empfindlichkeit, wenn er als „Monkey“ bezeichnet wird – er bevorzugt „Ape“).
Ook! hat nur drei Syntaxelemente:
- Ook.
- Ook?
- Ook!

Diese werden zu Zweiergruppen (2-Tupeln) zusammengefasst. Die Ook-Tupel (Ook? Ook?  wird nicht verwendet) lassen sich wie Brainfucksymbole nutzen, das ebenfalls nur acht Befehlsbezeichnungen kennt. Jedes Ook!-Programm besteht also aus einer geraden Zahl von Ooks. Zeilenumbrüche werden ignoriert.
Es gibt inzwischen Ook!-Interpreter in Ruby, Python, Perl und C# sowie einen Ook!-zu-Brainfuck- und Brainfuck-zu-Ook!-Konverter in Java, Object Pascal sowie Brainfuck und Ook! selbst.
Ook! ist formal gesehen identisch mit Brainfuck. Die Syntax der beiden Sprachen ist übereinstimmend, lediglich die Darstellung in den Symbolen unterscheidet sich. Durch die Verwendung der drei „Ook“-Symbole wird die ASCII-Darstellung von Brainfuck auf eine zweistellige ternäre Codierung umgesetzt. Damit wird u. a. verdeutlicht, dass sich formale Sprachen ohne Änderung der Funktion in andere Darstellungen überführen lassen.

## Vergleich der Befehlsbezeichnungen von Ook! und Brainfuck
| Ook!      | Ook! | Brainfuck | Beschreibung                                                                                   |
| Ook. Ook. | . .  | +         | den Wert der aktuellen Zelle um 1 erhöhen                                                      |
| Ook! Ook! | !    | -         | den Wert der aktuellen Zelle um 1 verringern                                                   |
| Ook. Ook? | . ?  | >         | eine Zelle nach rechts gehen                                                                   |
| Ook? Ook. | ? .  | <         | eine Zelle nach links gehen                                                                    |
| Ook! Ook? | ! ?  | [         | Schleifenanfang – die Schleife durchlaufen solange der Wert der aktuellen Zelle ungleich 0 ist |
| Ook? Ook! | ? !  | ]         | Schleifenende – beendet die Schleife, wenn der Wert der aktuellen Zelle gleich 0 ist           |
| Ook! Ook. | ! .  | .         | den Wert der aktuellen Zelle ausdrucken                                                        |
| Ook. Ook! | . !  | ,         | einen Wert von der Tastatur in die aktuelle Zelle einlesen                                     |

## Beispielprogramm
Dies ist ein Beispielprogramm, das in Ook! programmiert ist. Es gibt Hello World! auf der Standardausgabe aus.
```
Ook. Ook? Ook. Ook. Ook. Ook. Ook. Ook. Ook. Ook. Ook. Ook. Ook. Ook. Ook. Ook.
Ook. Ook. Ook. Ook. Ook! Ook? Ook? Ook. Ook. Ook. Ook. Ook. Ook. Ook. Ook. Ook.
Ook. Ook. Ook. Ook. Ook. Ook. Ook. Ook. Ook. Ook? Ook! Ook! Ook? Ook! Ook? Ook.
Ook! Ook. Ook. Ook? Ook. Ook. Ook. Ook. Ook. Ook. Ook. Ook. Ook. Ook. Ook. Ook.
Ook. Ook. Ook! Ook? Ook? Ook. Ook. Ook. Ook. Ook. Ook. Ook. Ook. Ook. Ook. Ook?
Ook! Ook! Ook? Ook! Ook? Ook. Ook. Ook. Ook! Ook. Ook. Ook. Ook. Ook. Ook. Ook.
Ook. Ook. Ook. Ook. Ook. Ook. Ook. Ook. Ook! Ook. Ook! Ook. Ook. Ook. Ook. Ook.
Ook. Ook. Ook! Ook. Ook. Ook? Ook. Ook? Ook. Ook? Ook. Ook. Ook. Ook. Ook. Ook.
Ook. Ook. Ook. Ook. Ook. Ook. Ook. Ook. Ook. Ook. Ook! Ook? Ook? Ook. Ook. Ook.
Ook. Ook. Ook. Ook. Ook. Ook. Ook. Ook? Ook! Ook! Ook? Ook! Ook? Ook. Ook! Ook.
Ook. Ook? Ook. Ook? Ook. Ook? Ook. Ook. Ook. Ook. Ook. Ook. Ook. Ook. Ook. Ook.
Ook. Ook. Ook. Ook. Ook. Ook. Ook. Ook. Ook. Ook. Ook! Ook? Ook? Ook. Ook. Ook.
Ook. Ook. Ook. Ook. Ook. Ook. Ook. Ook. Ook. Ook. Ook. Ook. Ook. Ook. Ook. Ook.
Ook. Ook? Ook! Ook! Ook? Ook! Ook? Ook. Ook! Ook! Ook! Ook! Ook! Ook! Ook! Ook.
Ook? Ook. Ook? Ook. Ook? Ook. Ook? Ook. Ook! Ook. Ook. Ook. Ook. Ook. Ook. Ook.
Ook! Ook. Ook! Ook! Ook! Ook! Ook! Ook! Ook! Ook! Ook! Ook! Ook! Ook! Ook! Ook.
Ook! Ook! Ook! Ook! Ook! Ook! Ook! Ook! Ook! Ook! Ook! Ook! Ook! Ook! Ook! Ook!
Ook! Ook. Ook. Ook? Ook. Ook? Ook. Ook. Ook! Ook.
```

## Vereinfachung
Dies ist ein Beispielprogramm, das in der vereinfachten Variante von Ook! die Standardausgabe Hello World! ausgibt.
```
. ? . . . . . . . . . . . . . .
. . . . ! ? ? . . . . . . . . .
. . . . . . . . . ? ! ! ? ! ? .
! . . ? . . . . . . . . . . . .
. . ! ? ? . . . . . . . . . . ?
! ! ? ! ? . . . ! . . . . . . .
. . . . . . . . ! . ! . . . . .
. . ! . . ? . ? . ? . . . . . .
. . . . . . . . . . ! ? ? . . .
. . . . . . . ? ! ! ? ! ? . ! .
. ? . ? . ? . . . . . . . . . .
. . . . . . . . . . ! ? ? . . .
. . . . . . . . . . . . . . . .
. ? ! ! ? ! ? . ! ! ! ! ! ! ! .
? . ? . ? . ? . ! . . . . . . .
! . ! ! ! ! ! ! ! ! ! ! ! ! ! .
! ! ! ! ! ! ! ! ! ! ! ! ! ! ! !
! . . ? . ? . . ! .
```